# ليزا لان
ليزا لان (بالإنجليزية: Lisa Lane)‏ هي لاعبة شطرنج أمريكية، ولدت في 25 أبريل 1938 في فيلادلفيا في الولايات المتحدة.

## وصلات خارجية
- ليزا لان على موقع مباريات الشطرنج (الإنجليزية)
- ليزا لان على موقع 365Chess.com (الإنجليزية)
- ليزا لان سجل أولمبياد الشطرنج للسيدات على موقع OlimpBase.org (الإنجليزية)